# Алтона (Іллінойс)
Алтона (англ. Altona) — селище (англ. village) в США, в окрузі Нокс штату Іллінойс. Населення — 463 особи (2020).

## Географія
Алтона розташована за координатами 41°6′56″ пн. ш. 90°9′53″ зх. д. / 41.11556° пн. ш. 90.16472° зх. д. (41.115535, -90.164718).  За даними Бюро перепису населення США в 2010 році селище мало площу 2,58 км², уся площа — суходіл. В 2017 році площа становила 2,43 км², уся площа — суходіл.

## Демографія
Згідно з переписом 2010 року, у селищі мешкала 531 особа в 214 домогосподарствах у складі 145 родин. Густота населення становила 206 осіб/км².  Було 228 помешкань (88/км²).
Расовий склад населення:
| - 97,4 % — білих - 0,4 % — азіатів - 1,7 % — осіб інших рас |

До двох чи більше рас належало 0,6 %. Частка іспаномовних становила 4,0 % від усіх жителів.
За віковим діапазоном населення розподілялося таким чином: 22,4 % — особи молодші 18 років, 61,4 % — особи у віці 18—64 років, 16,2 % — особи у віці 65 років та старші. Медіана віку мешканця становила 40,9 року. На 100 осіб жіночої статі у селищі припадало 93,8 чоловіків;  на 100 жінок у віці від 18 років та старших — 90,7 чоловіків також старших 18 років.
Середній дохід на одне домашнє господарство  становив 53 275 доларів США (медіана — 47 500), а середній дохід на одну сім'ю — 57 810 доларів (медіана — 57 292). Медіана доходів становила 43 750 доларів для чоловіків та 22 500 доларів для жінок. За межею бідності перебувало 9,6 % осіб, у тому числі 2,6 % дітей у віці до 18 років та 5,3 % осіб у віці 65 років та старших.
Цивільне працевлаштоване населення становило 223 особи. Основні галузі зайнятості: освіта, охорона здоров'я та соціальна допомога — 22,9 %, виробництво — 17,0 %, транспорт — 11,2 %, роздрібна торгівля — 10,8 %.